# Trivadis
Trivadis war ein IT-Dienstleistungsunternehmen mit Hauptsitz in Glattbrugg bei Zürich und 15 Niederlassungen in der Schweiz, Deutschland, Österreich, Dänemark und Rumänien. Unternehmensschwerpunkt lag auf der Entwicklung und dem Betrieb von Datenplattformen, der Datenverarbeitung sowie Beratungsdienstleistungen. Das 1994 gegründete Unternehmen arbeitet mit 700 Mitarbeitenden für über 800 Kunden. Am 1. Juli 2021 wurde die Übernahme durch Accenture angekündigt und am 5. August 2021 abgeschlossen.

## Geschichte
Trivadis wurde 1994 unter dem Namen SQL Consult AG von Andri Kisseleff, Urban Lankes und Urs Meier in Basel gegründet. 1997 erfolgte die Umbenennung in Trivadis. Bis zur Übernahme durch Accenture im August 2021 ist das Unternehmen aus eigener Kraft gewachsen und hat seine Präsenz im DACH-Raum mit der Eröffnung verschiedener Standorte sukzessive ausgebaut.
Von Microsoft und Oracle ist Trivadis mehrfach für seine Leistungen ausgezeichnet worden, zuletzt 2021 von Microsoft als Schweizer Partner des Jahres.
Seit dem 1. Januar 2023 ist die Firma und die Marke Trivadis operativ und organisatorisch in die Firma Accenture eingebettet und existiert am Markt als Marke nicht mehr.